# Eben-Haëzerkerk (Drachten)
De Eben-Haëzerkerk is een kerkgebouw van de Christelijke Gereformeerde Kerken in Drachten in de Nederlandse provincie Friesland.

## Geschiedenis
De Christelijke Gereformeerde gemeente te Drachten werd gesticht in 1909. In 1911 werd een kerk gebouwd aan het Oosteinde (in de volksmond 'de Bopperein', later Zuiderdwarsvaart genaamd). De eerste steen werd in maart van dat jaar gelegd door dominee M. Koomans.
In het begin van de jaren zestig groeide Drachten hard, wat ook effect had op het ledental van de Christelijke Gereformeerde Kerk. De kerk werd te klein en men besloot een nieuwe kerk te bouwen aan de Houtlaan 27. Het werd een typisch naoorlogs gereformeerd kerkgebouw: groot, vierkant en hoog en van buiten weinig opvallend, mede door de toren van bescheiden afmetingen. De eerste steen werd gelegd op 26 maart 1965 en in hetzelfde jaar werd de kerk in gebruik genomen. De kerk werd gebouwd door aannemersbedrijf Offringa uit Waskemeer onder architectuur van H.G. Geels uit Arnhem.
Omdat de gemeente bleef groeien, werd het gebouw in 1978/79 ingrijpend verbouwd en uitgebreid met een aantal facilitaire ruimten zoals vergaderzalen en een keuken. Ook werd de kerkzaal vergroot tot ruim zeshonderd zitplaatsen. Architect Van der Tas draaide de kerkzaal een kwartslag waardoor de kansel tegen een muur met ramen kwam te staan. Voor de ramen werden beschilderde panelen geplaatst met de uitdrukking van het scheppingsverhaal. Het orgel werd in 1980 gebouwd door de firma Hendriksen & Reitsma Orgelbouw uit Nunspeet.